# Tasso di mutazione

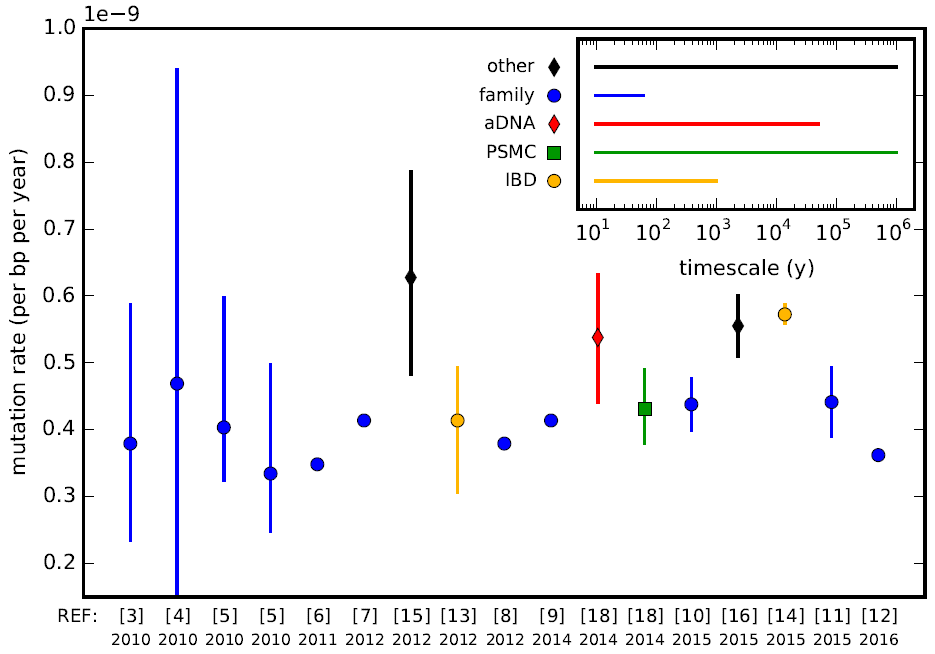
Stime pubblicate recentemente del tasso di mutazione dell'intero genoma umano. La velocità di mutazione della linea germinale umana è circa pari a 0,5×10^{−9} mutazioni per coppie di basi per anno

In genetica, il tasso di mutazione è una misura della velocità con la quale vari tipi di mutazioni avvengono nel tempo.
I tassi di mutazione sono solitamente indicati per una classe di mutazione specifica, ad esempio mutazioni puntiformi, inserzioni o delezioni su piccola o su grande scala.
La velocità delle sostituzioni può essere ulteriormente suddivisa in uno spettro di mutazioni che descrive l'influenza del contesto genetico sul tasso di mutazione.
Vi sono parecchie unità di tempo naturali per ognuno di questi tassi, con velocità che possono essere caratterizzate come mutazioni per coppia di base per divisione cellulare, come mutazioni per gene per generazione o come mutazioni per genoma per generazione.
Il tasso di mutazione di un organismo è una caratteristica evoluta ed è fortemente influenzata dalla genetica del singolo organismo, oltre alla forte influenza dell'ambiente.
I limiti superiore ed inferiore ai quali possono giungere i tassi di mutazione sono tuttora oggetto di ricerca.

## Basi genetiche
Differenti varianti genetiche all'interno di una specie sono chiamate alleli. Una nuova mutazione crea un nuovo allele.
Nella genetica delle popolazioni, ogni allele è caratterizzato da un coefficiente di selezione, che misura la variazione attesa della frequenza di un allele nel tempo.
Il coefficiente di selezione può essere negativo, che corrisponde a una diminuzione attesa, positivo, che corrisponde a un incremento atteso, o zero, che corrisponde al caso che non ci si attenda alcuna variazione.
La distribuzione degli effetti convenienti delle nuove mutazioni è un parametro importante nella genetica delle popolazioni ed è stata oggetto di approfondite ricerche.
Anche se valutazioni fatte in passato di questa distribuzione non sono state conclusive, ora si ritiene generalmente che la maggior parte delle mutazioni sono leggermente deleterie, molte hanno scarsi effetti di opportunità per l'organismo e solo poche possono avere effetti favorevoli.
Come risultato della selezione naturale, le mutazioni sfavorevoli sono tipicamente eliminate da una popolazione, mentre quelle favorevoli sono rapidamente fissate; le variazioni neutre si accumulano alla velocità con cui esse sono create dalle mutazioni.

## Misurazione
I tassi di mutazione di un organismo possono essere misurati con numerose tecniche.

### Velocità di sostituzione
Molti siti del genoma di un organismo non possono accettare mutazioni con effetti di grande convenienza.
Questi siti sono solitamente indicati come siti neutri.
Teoricamente le mutazioni prive di selezione si fissano tra gli organismi esattamente alla velocità di mutazione.
Le mutazioni sinonime fissate, cioè le sostituzioni sinonime, sono variazioni della sequenza di un gene che non portano al cambiamento della proteina codificata da quel gene.
Esse sono spesso utilizzate per stimare il tasso di mutazione, nonostante il fatto che alcune mutazioni sinonime hanno effetti di convenienza.
Ad esempio, i tassi di mutazione sono stati direttamente desunti da sequenze dell'intero genoma di linee replicate sperimentalmente evolute di Escherichia coli B..

### Linee di accumulo delle mutazioni
Un metodo particolarmente laborioso per la determinazione del tasso di mutazione è la linea di accumulo delle mutazioni.
Le linee di accumulo delle mutazioni sono state utilizzate per la determinazione dei tassi di mutazione con il metodo Bateman-Mukai e il sequenziamento diretto di batteri dell'intestino, nematodi, lieviti, moscerino della frutta e piccole piante annuali.

## Variazione dei tassi di mutazione

La durata della generazione ha effetto sui tassi di mutazione: i bamboo legnosi a vita lunga (tribù Arundinarieae e Bambuseae) hanno tassi di mutazione inferiori (ramificazioni più brevi nell'albero filogenetico) dei bamboo erbacei a vita più breve (tribù Olyreae)

I tassi di mutazione sono diversi da specie a specie e anche fra diverse regioni del genoma di una singola specie.
Queste velocità diverse di sostituzione dei nucleotidi sono misurate come sostituzioni (mutazioni permanenti) per coppia di basi per generazione.
Ad esempio, le mutazioni del DNA non codificante (o intergenico) tendono ad accumularsi ad una velocità maggiore delle mutazioni del DNA che è attivamente utilizzato dall'organismo (espressione genica).
Questo non è necessariamente dovuto ad una maggiore velocità di mutazione, quanto piuttosto a livelli inferiori di selezione purificante.
Una regione che muta a una velocità prevedibile può essere utilizzata come orologio molecolare.
Se si assume che la velocità delle mutazioni neutre in una sequenza sia costante (come un orologio) e se la maggior parte delle differenze tra specie sono neutre piuttosto che adattive, il numero delle differenze tra due specie diverse può essere utilizzato per stimare quanto tempo prima le due specie si sono separate (speciazione).
Infatti, il tasso di mutazione di un organismo può cambiare in risposta a stress ambientali.
Ad esempio, la radiazione ultravioletta danneggia il DNA, provocando mutazioni causate dai tentativi della cellula di riparare il DNA.
Il tasso di mutazione dell'uomo è più elevato nella linea germinale maschile (sperma) rispetto a quella femminile (cellula uovo), ma le stime del tasso esatto variano di un ordine di grandezza o più.
In generale, la velocità di mutazione negli eucarioti unicellulari e nei batteri è circa pari a 0,003 mutazioni per genoma per generazione cellulare.
Questo significa che il genoma umano accumula circa 64 nuove mutazioni per generazione, in quanto ogni generazione completa coinvolge un certo numero di divisioni cellulari per generare gameti.
I tassi di mutazione (riferiti per coppia di basi per generazione) più elevati sono quelli dei virus, che possono avere genoma basato su RNA o su DNA. I DNA-virus possiedono tassi di mutazione compresi tra 10−6 e 10−8 mutazioni per coppia di basi per generazione, mentre gli RNA-virus possiedono tassi di mutazione compresi tra 10−3 e 10−5 per coppia di basi per generazione.
Si è stimato che il DNA mitocondriale umano possieda tasso di mutazione pari a ~3× o ~2.7×10−5 mutazioni per coppia di basi per generazione di 20 anni (a seconda del metodo di stima utilizzato); si ritiene che questo tasso sia significativamente maggiore del tasso di mutazione del genoma umano, per il quale si stima un tasso pari a ~2.5×10−8 mutazioni per coppia di basi per generazione.
Utilizzando dati resi disponibili dal sequenziamento dell'intero genoma umano, il tasso di mutazione del genoma umano è stato stimato in maniera simile pari a ~1.1×10−8 mutazioni per coppia di basi per generazione.
Anche le velocità per altre forme di mutazione sono notevolmente diverse da quelle per le mutazioni puntiformi.
Un locus microsatellite individuale possiede spesso un tasso di mutazione dell'ordine di 10−4 mutazioni per coppia di basi per generazione, anche se questo valore può variare notevolmente con la lunghezza del locus.
Alcune sequenze di DNA possono essere più sensibili alle mutazioni.
Ad esempio, tratti di DNA dello sperma umano che sono privi di metilazione sono più soggetti a mutazione.

## Spettro mutazionale

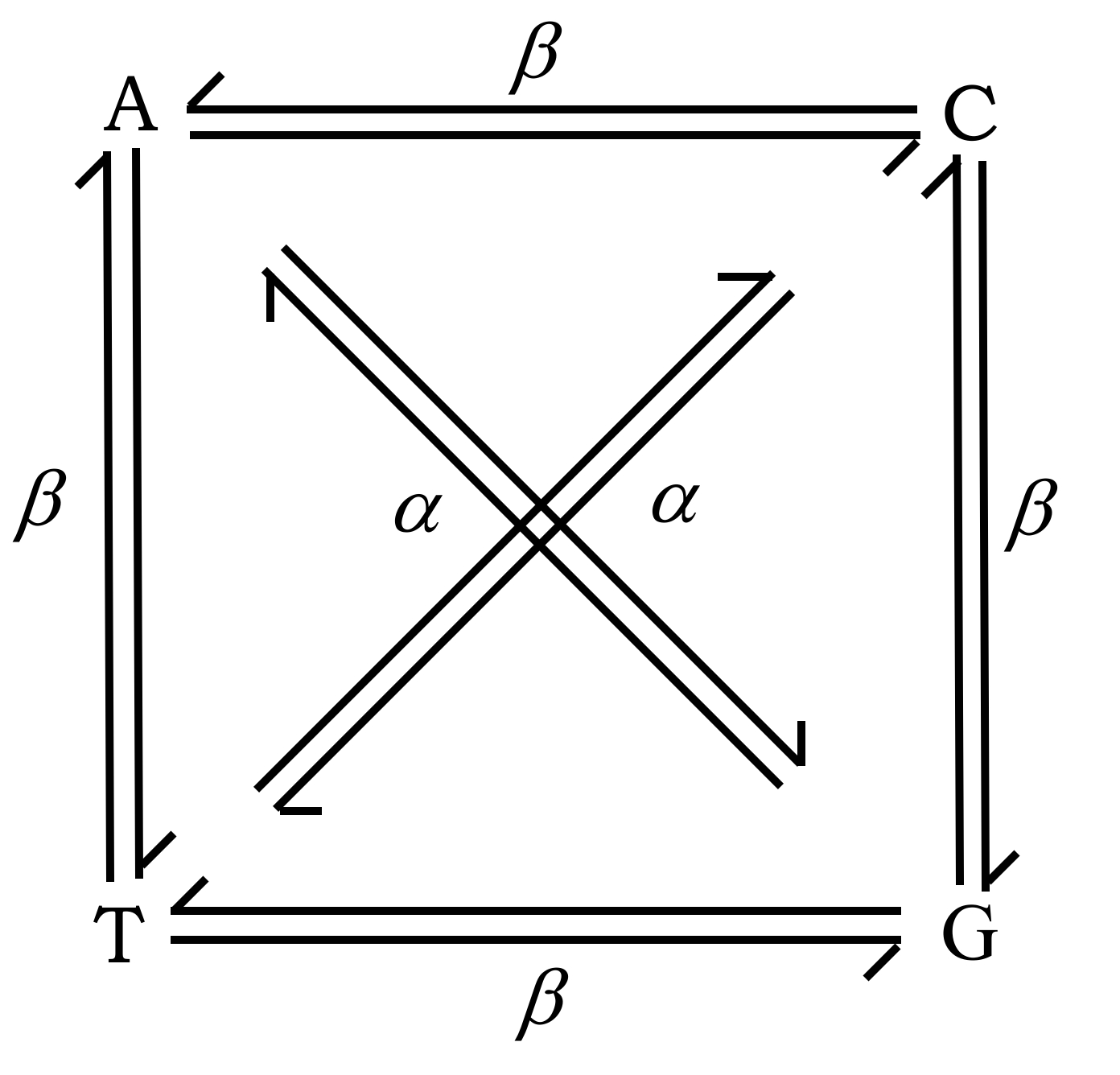
Transizioni (Alpha) e transversioni (Beta)

Lo spettro mutazionale di un organismo è la velocità alla quale mutazioni differenti avvengono in siti diversi.
Solitamente, si considerano due siti, ciascuno dei quali può avere tre mutazioni, con in tutto sei velocità totali per la maggior parte degli spettri di mutazione.
I due siti sono le due coppie corrette possibili nel DNA: le coppie A:T e le coppie C:G.
C'è anche una differenza sistematica fra le velocità per le transizioni (Alfa) e le transversioni (Beta).

## Evoluzione
La teoria sull'evoluzione dei tassi di mutazione identifica tre forze principali coinvolte:
- la generazione di mutazioni più deleterie con mutazione più frequente,
- la generazione di mutazioni più vantaggiose con mutazione più frequente,
- i costi metabolici e le ridotte velocità di replicazione che sono richieste per prevenire le mutazioni.

Si raggiungono conclusioni differenti a seconda dell'importanza relativa che si attribuisce a ciascuna di queste forze.
Il tasso di mutazione ottimale degli organismi può essere determinato come compromesso tra i costi di un'elevata velocità di mutazione, come quelli delle mutazioni deleterie, e i costi metabolici dei sistemi di mantenimento per ridurre il tasso di mutazione (come ad esempio l'incremento dell'espressione degli enzimi di riparazione del DNA o, come osservato da Bernstein et al., avendo aumentato l'uso di energia per la riparazione, la codifica di addizionali prodotti dei geni e/o avendo una replicazione più lenta).
In secondo luogo, tassi di mutazione più elevati aumentano la frequenza di mutazioni benefiche e l'evoluzione può prevenire un abbassamento del tasso di mutazione al fine di mantenere velocità ottimali di adattamento.
Infine, la selezione naturale può non riuscire a ottimizzare il tasso di mutazione a causa dei benefici relativamente minori dell'abbassamento del tasso di mutazione, cosicché il tasso di mutazione osservato è il prodotto di processi neutri.
Alcuni studi hanno dimostrato che il trattamento di alcuni RNA virus come i poliovirus con ribavirina produce risultati consistenti con l'idea che i virus mutarono troppo frequentemente per poter conservare l'integrità dell'informazione dei loro genomi.
Questo fatto si indica con il termine catastrofe da errori.